# Casa Senyorial de Skede
La Casa Senyorial de Šķēde (en letó: Svitenes muižas pils) és una mansió a la històrica regió de Semigàlia, al Municipi de Saldus de Letònia. Acabat en 1761, va servir com un hospital militar alemany durant la Segona Guerra Mundial